# If Stockholm Open 2008
If Stockholm Open 2008 — тенісний турнір, що проходив на кортах з твердим покриттям у місті Стокгольм, Швеція з 6 жовтня . Належав до категорії International Series.

## Фінальна частина

### Одиночний розряд
Давід Налбандян —  Робін Содерлінг 6–2, 5–7, 6–3

### Парний розряд
Йонас Бйоркман /  Кевін Ульєтт —  Юган Брунстрем /  Міхаель Рідерстедт 6–1, 6–3